# Sedliská (přírodní rezervace)
Sedliská je přírodní rezervace v katastrálním území města Hlohovec v okrese Hlohovec v Trnavském kraji na Slovensku. Území bylo vyhlášeno v roce 1974 a jeho rozloha je 5,85 hektaru. Předmětem ochrany jsou xerotermní stepní porosty s výskytem koniklece lučního načernalého (Pulsatilla pratensis subsp. nigricans), koniklece německého (Pulsatilla vulgaris subsp. grandis) a dalších teplomilných druhů rostlin a živočichů.